# Oluwadamilola Ade-Eri
Oluwadamilola Ade-Eri (* 18. August 2002 in Berlin) ist ein deutscher Basketballspieler.

## Werdegang
Ade-Eri spielte in der 1. Regionalliga für die SG Braunschweig, war bei den Niedersachsen Mannschaftskamerad von den Tischler-Brüdern Brandon und Nicholas sowie Sananda Fru und Simon Roosch.
2022 wechselte er nach Koblenz und gewann 2023 als Mitglied der Mannschaft von Trainer Patrick Elzie die Meisterschaft in der 2. Bundesliga ProB. Nach dem Aufstieg in die zweithöchste deutsche Spielklasse wurde Ade-Eri im Oktober 2023 erstmals in der 2. Bundesliga ProA eingesetzt.